# 让-巴蒂斯特·卡米耶·柯洛

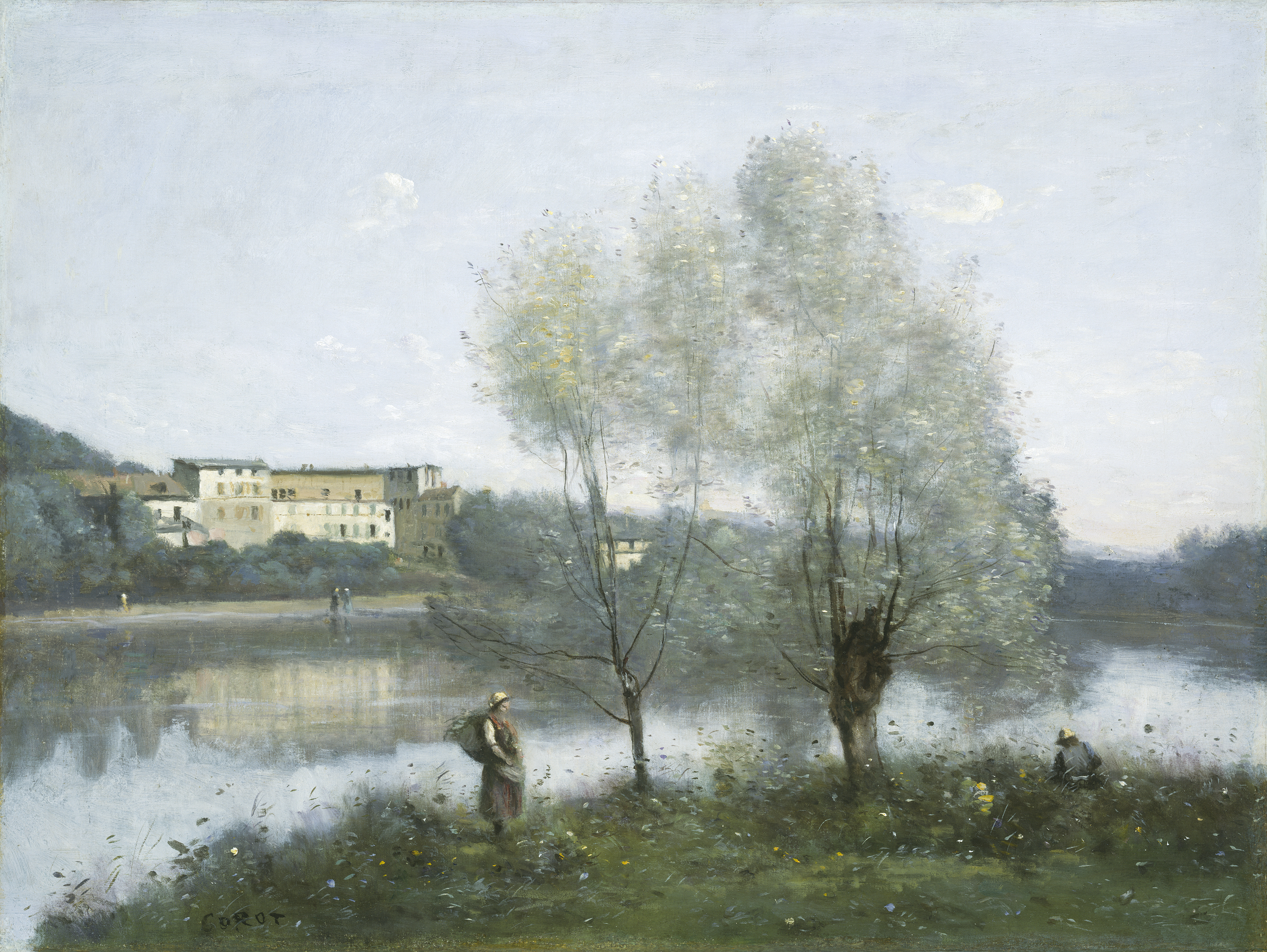
《阿夫赖城》 - 1867年 - 現藏於美國國家畫廊

讓-巴蒂斯特·卡米耶·柯洛（法語：Jean-Baptiste Camille Corot，法語發音：[ʒɑ̃ batist kamij kɔʁo]；1796年7月16日—1875年2月22日），法國巴比松派畫家，被譽為19世紀最出色的抒情風景畫家。畫風自然，樸素，充滿迷矇的空間感。
柯洛的一生都住在巴黎，到26歲才從商人轉為畫家，曾在畫家米謝隆與柏坦的畫室中學畫，相當喜愛寫生與旅遊，追循著他的畫，可說踏遍了全法國，以及英國、荷蘭、瑞士及義大利鄉間等地。從柯洛的畫中尤其可看出他很喜歡義大利田野風景。然而柯洛也很擅於畫肖像畫，歐洲就有不少博物館也收藏了他的肖像畫。
柯洛從1825年開始旅行，並一路素描和油畫寫生他所看到的風景，初期他的風格並不明顯，最多只是畫面的明度較高，自然光線較為具體，但到了1850年代，經過了25年的訓練，柯洛在54歲時發展出他獨特的羽毛狀畫風，此時他所畫的樹，雲，都相當具有蓬鬆感，畫面構圖也開始單純化，有人認為柯洛的畫中充滿了大量的詩意，多半是指他此時的風景畫。

## 外部連結
- 英語维基语录上的相关摘錄：让-巴蒂斯特·卡米耶·柯洛
- 维基共享资源上的相關多媒體資源：让-巴蒂斯特·卡米耶·柯洛
- jean-baptiste-camille-corot.org（页面存档备份，存于） – More than 600 works by Jean-Baptiste-Camille Corot
- Jean-Baptiste-Camille Corot at Artcyclopedia（页面存档备份，存于）
- Jean-Baptiste-Camille Corot（页面存档备份，存于） at the WebMuseum.
- The Lyrical Landscape（页面存档备份，存于） Rehs Galleries' exhibition of works by Jean B.C. Corot.
- 在Find a Grave上的让-巴蒂斯特·卡米耶·柯洛